# Weissacher Tal
Das Naturschutzgebiet Weissacher Tal liegt auf dem Gebiet der Stadt Knittlingen in Baden-Württemberg.

## Kenndaten
Das Schutzgebiet entstand am 18. Februar 1985 durch Verordnung des Regierungspräsidiums Karlsruhe mit der Schutzgebietsnummer 2231. Diese Verordnung wurde im Gesetzblatt für Baden-Württemberg am 29. März 1985 veröffentlicht und trat anschließend in Kraft. Der CDDA-Code des NSG lautet 166230  und entspricht der WDPA-ID.

## Lage
Das Naturschutzgebiet liegt östlich von Knittlingen und erstreckt sich im Tal der Weißach vom Hochwasserrückhaltebecken Weissacher Tal bis an den Ortsrand von Freudenstein-Hohenklingen. Es gehört vollständig zum FFH-Gebiet Nr. 7018-341 Stromberg. Das Schutzgebiet liegt in den Naturräumen 124-Strom- und Heuchelberg und 125-Kraichgau innerhalb der naturräumlichen Haupteinheit 12-Neckar- und Tauber-Gäuplatten.

## Schutzzweck
Schutzzweck ist laut Schutzgebietsverordnung die Erhaltung der zwischen Knittlingen und Freudenstein am Strombergrand gelegenen Talaue des Weissacher Tales mit den Merkmalen:
- Auewiesen und Restmoorflächen des Kraichgaurandes, die nach der Besiedlung zu den seltenen landschaftstypen zählen;
- naturhafte Ausstattung mit Feuchtwiesen, Seggen- und Röhrichtbeständen sowie Gehölzformationen im Bachuferbereich in einer historischen Kulturlandschaft;
- Feuchtgebiet mit Übergangszonen zu den trockenen Hangpartien als Lebensraum einer artenreichen Tier- und Pflanzenwelt, vor allem als Brut- und Rastbiotop für eine große Anzahl teilweise bedrohter Vogelarten.